# Nezdice na Šumavě
Nezdice na Šumavě là một làng thuộc huyện Klatovy, vùng Plzeňský, Cộng hòa Séc.